# Gymnogobius laevis
Gymnogobius laevis es una especie de peces de la familia de los Gobiidae en el orden de los Perciformes.

## Morfología
Los machos pueden llegar a alcanzar los 14 cm de longitud total.

## Depredadores
En Japón es depredado por la perca americana ( Micropterus salmoides ).

## Hábitat
Es un pez de clima templado y demersal.

## Distribución geográfica
Se encuentran en Asia: Corea, el Japón e Islas Kuriles. 

## Observaciones
Es inofensivo para los humanos. 